# Bromure d'azoximère
 (novembre 2019).
Le bromure d'azoximère, distribué sous la marque Polyoxidonium, est un composé macromoléculaire de masse moléculaire élevée présentant une forte activité immunomodulatrice. Il est utilisé en Russie et dans la Communauté des États indépendants (CEI), notamment en Géorgie, dans le traitement et la prévention des maladies en relation avec des troubles du système immunitaire. C'est un dérivé N-oxydé d'un copolymère polyéthylène-pipérazine.
Ce médicament fait l'objet d'études d'innocuité mais reste peu distribué hors de la CEI.